# Fabián Guevara
Fabián Rodrigo Guevara Arredondo (Santiago del Cile, 22 giugno 1968) è un ex calciatore cileno, di ruolo centrocampista.